# 川島恵美
川島 恵美（かわしま めぐみ）は、日本の産業医。川島労働衛生コンサルタント事務所代表であり、日本産業衛生学会産業衛生指導医、社会医学系指導医、労働衛生コンサルタントである。

## 経歴
出典
- 2010年 - 産業医科大学卒業
- 2010 - 2012年 - 近江八幡市立総合医療センター初期臨床研修
- 2012 - 2013年 - 滋賀医科大学産婦人科学講座
- 2013 - 2014年 - 産業医科大学産業医実務研修センター産業医学専門修練
- 2014年 - 産業医として勤務
- 2016年 - 日本産業衛生学会の専門医資格を取得[2]

## 人物
高校3年生の時、受験勉強中に見つけた産業医科大学の初代学長の著書に『産業医の目的は自分の働く職域から病人を出さないこと、より良い産業医ほど「感謝されない医師」である』という言葉を見つけ、元気な人が元気なままいられることを支援する産業医はやりがいのある仕事だと感じ、産業医になろうと決めた。
高校卒業後、産業医科大学に入学。
初期研修終了後、働く女性の健康支援に興味を持ち、滋賀医科大学産科学婦人科学講座にて後期研修。その後、産業医科大学産業医実務研修センターで産業医専門のトレーニングを行い、花王株式会社を中心に複数の企業で産業医として従事する。
公衆衛生学の大学院で学びながら複数の企業での産業医を継続し、企業に対して女性従業員の健康を支援するコンサルティングを手掛けている。
趣味はジョギングとパン作りであり、全粒粉のパン教室を開催したことがある。

## 著書
- 『産業医はじめの一歩』（2019年11月5日、ISBN 9784758118644）[6]